# The Woman in the House Across the Street from the Girl in the Window
The Woman in the House Across the Street from the Girl in the Window ist eine US-amerikanische schwarzhumorige Thrillerserie von Netflix. Entstanden ist die Serie nach Ideen von Rachel Ramras, Hugh Davidson und Larry Dorf. Die erste achtteilige Staffel wurde weltweit am 28. Januar 2022 veröffentlicht.

## Handlung
Die Künstlerin Anna lebt seit der Ermordung ihrer Tochter und der Trennung von ihrem Mann allein in ihrem Haus, trinkt zu viel Alkohol und nimmt Tabletten, als im Haus gegenüber der attraktive Witwer Neil mit seiner Tochter Emma einzieht.
Eines Tages wird Anna Zeugin eines vermeintlichen Mordes in Neils Haus. Niemand glaubt ihr, so dass sie selbstständig ermittelt.

## Besetzung und Synchronisation
Die deutschsprachige Synchronisation entstand nach den Dialogbüchern sowie unter der Dialogregie von Florian Krüger-Shantin durch die Synchronfirma Interopa Film in Berlin.
| Rolle            | Schauspieler          | Episoden              | Synchronsprecher  |
| ---------------- | --------------------- | --------------------- | ----------------- |
| Anna Whitaker    | Kristen Bell          | 1.01–1.08             | Maria Koschny     |
| Douglas Whitaker | Michael Ealy          | 1.01–1.08             | Fabian Oscar Wien |
| Neil             | Tom Riley             | 1.01–1.08             | Johannes Raspe    |
| Emma             | Samsara Leela Yett    | 1.01–1.04, 1.06–1.08  | Marlene Schick    |
| Sloane           | Mary Holland          | 1.01–1.08             | Friederike Walke  |
| Buell            | Cameron Britton       | 1.01–1.08             | Tommy Morgenstern |
| Detective Lane   | Christina Anthony     | 1.01, 1.03, 1.05–1.08 | Heide Domanowski  |
| Lisa             | Shelley Hennig        | 1.01–1.02             | Esra Vural        |
| Rex              | Benjamin Levy Aguilar | 1.01–1.05             | Julian Tennstedt  |
| Carol            | Brenda Koo            | 1.01, 1.05–1.08       | Ilona Otto        |

## Produktion
Netflix gab im Oktober 2020 die Produktion einer achtteiligen Miniserie mit dem Titel The Woman in the House bekannt. Der Titel wurde später in The Woman in the House Across the Street from the Girl in the Window geändert.
Die Dreharbeiten erfolgten zwischen dem 9. März und dem 16. Juli 2021.

## Rezeption
In den ersten Tagen nach Veröffentlichung erhielt die Serie eine Zustimmungsrate von 53 % aus 40 Kritiken auf Rotten Tomatoes.